# Pomnik Tysiąclecia Jazdy Polskiej
Pomnik Tysiąclecia Jazdy Polskiej – pomnik w Warszawie znajdujący się przy rondzie Jazdy Polskiej, na skraju Pola Mokotowskiego.

## Historia
Inicjatywa budowy monumentu upamiętniającego polską jazdę i kawalerię pojawiła się w 1978, a w roku 1981 powstał komitet organizacyjny budowy pomnika. Monument miał stanąć na skarpie Trasy Łazienkowskiej u wylotu ulicy Jazdów, gdzie w 1983 wmurowano kamień węgielny.
W rozpisanym w 1984 konkursie spośród 13 nadesłanych prac wybrano do realizacji projekt rzeźbiarza i projektanta form przemysłowych Mieczysława Naruszewicza. Rzeźbę odlano w 1987 w warszawskiej spółdzielni Brąz Dekoracyjny.
Z uwagi na niestabilne warunki geologiczne podjęto decyzję o zmianie lokalizacji monumentu. Konsekwencją tego jest obecne, bardzo niefortunne, usytuowanie pomnika, ustawionego na zbyt wysokiej kolumnie, tyłem do przechodniów i ruchu ulicznego.
Monument został odsłonięty 3 maja 1994. Rzeźba przedstawia dwóch jeźdźców galopujących na koniach: piastowskiego pancernego z włócznią i ułana z szablą w wyciągniętej dłoni, co symbolizuje początek i koniec polskich formacji konnych. Do rzeźby pozował pułkownik Zbigniew Starak, uczestnik szarży pod Borujskiem – ostatniej bitwy, w której walczyli polscy kawalerzyści.
Dolną część trzonu kolumny otaczają cztery odlane z mosiądzu tablice z listą 43 najważniejszych bitew w historii polskiej kawalerii. Jako materiał posłużyły przekazane przez wojsko łuski artyleryjskie. Tablice zostały zaprojektowane przez rzeźbiarza Marka Moderau. Dopiero po 11 latach zauważono i poprawiono błędy w datach bitew pod Obertynem, Orszą i Beresteczkiem.
W 2016 podjęta została inicjatywa na rzecz obrócenia pomnika, by zwrócić go w kierunku ronda i stacji metra Politechnika (z kierunku południowego na północno-wschodni, tj. o 135 stopni). Obrócenie rzeźby zaplanowano na IV kwartał 2018 roku i zrealizowano pomyślnie w dniach 20 i 21 listopada.

## Napisy i daty na tablicach
- Cedynia 972
- Psie Pole 1109
- Legnica 1241
- Płowce 1331
- Grunwald 1410
- Obertyn 1531
- Orsza 1564
- Byczyna 1588
- Kircholm 1605
- Kłuszyn 1610
- Trzciana 1629
- Beresteczko 1651
- Warka 1656
- Alsen 1658
- Podhajce 1667
- Chocim 1673
- Wiedeń 1683
- Parkany 1683
- Zieleńce 1792
- Samosierra 1808
- Lipsk 1813
- Stoczek 1831
- Grochów 1831
- Walewice 1863
- Rokitna 1915
- Krechowce 1917
- Jazłowiec 1919
- Koziatyn 1920
- Komarów 1920
- Korosteń 1920
- Krojanty 1939
- Mokra 1939
- Bzura 1939
- Wólka Węglowa 1939
- Kock 1939
- Montbard 1940
- Tobruk 1941
- Monte Cassino 1944
- Falaise 1944
- Moerdijk 1944
- Ancona 1944
- Bolonia 1945
- Borujsko 1945
- 1000 lat jazdy polskiej

## Galeria

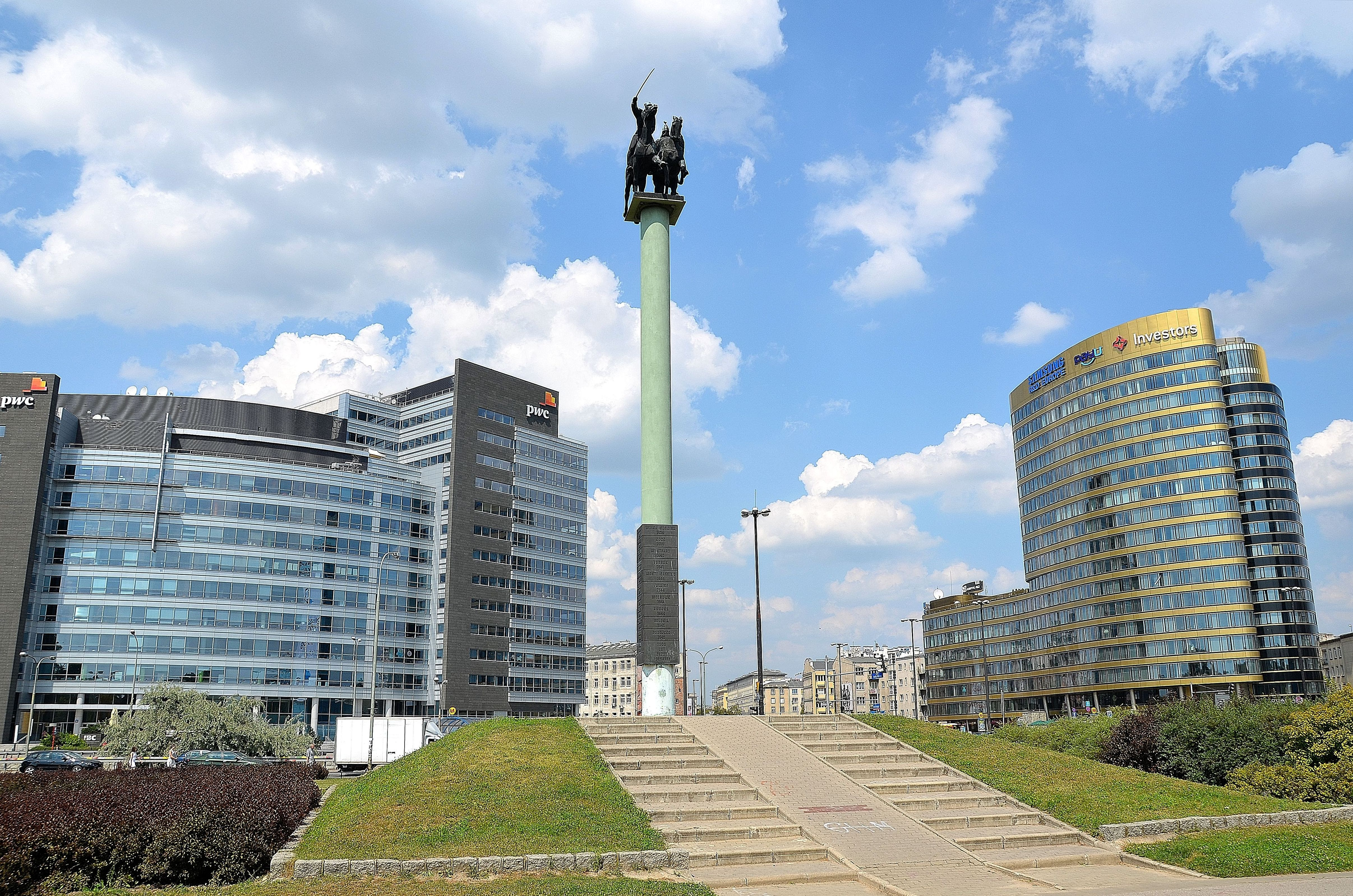
Pomnik od strony południowej (2012)
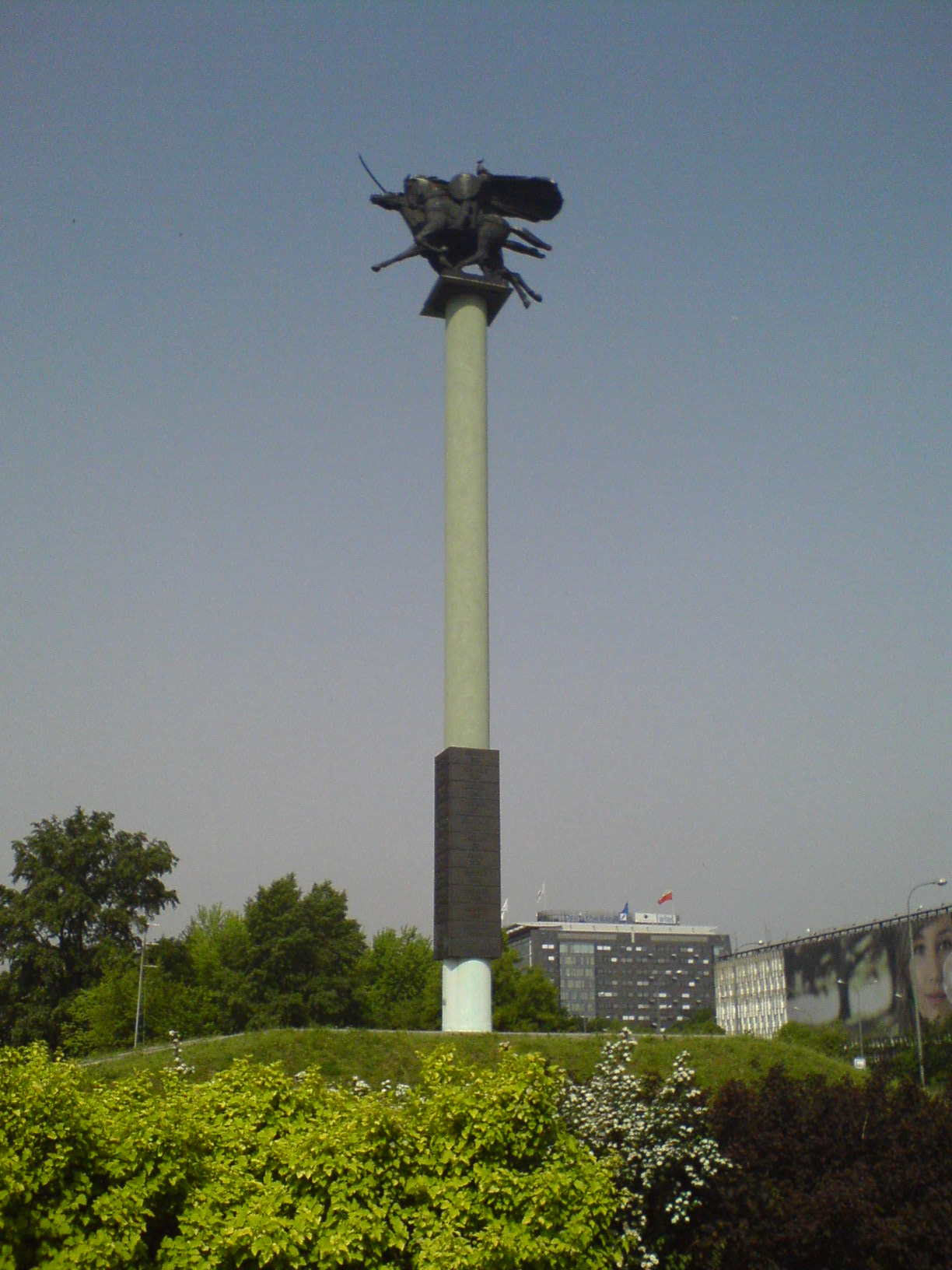
Pomnik od strony wschodniej (2007)
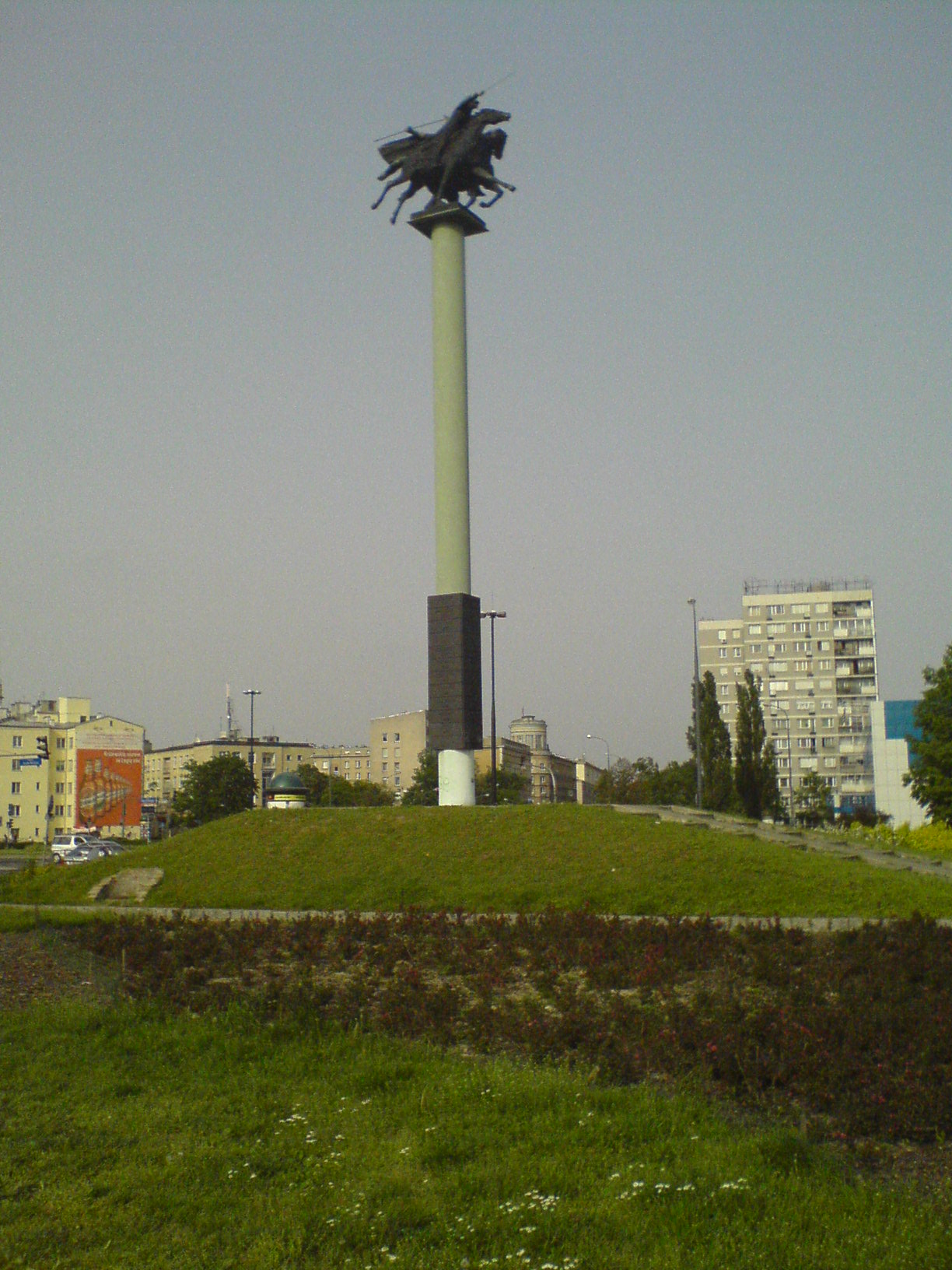
Pomnik od strony zachodniej (2007)
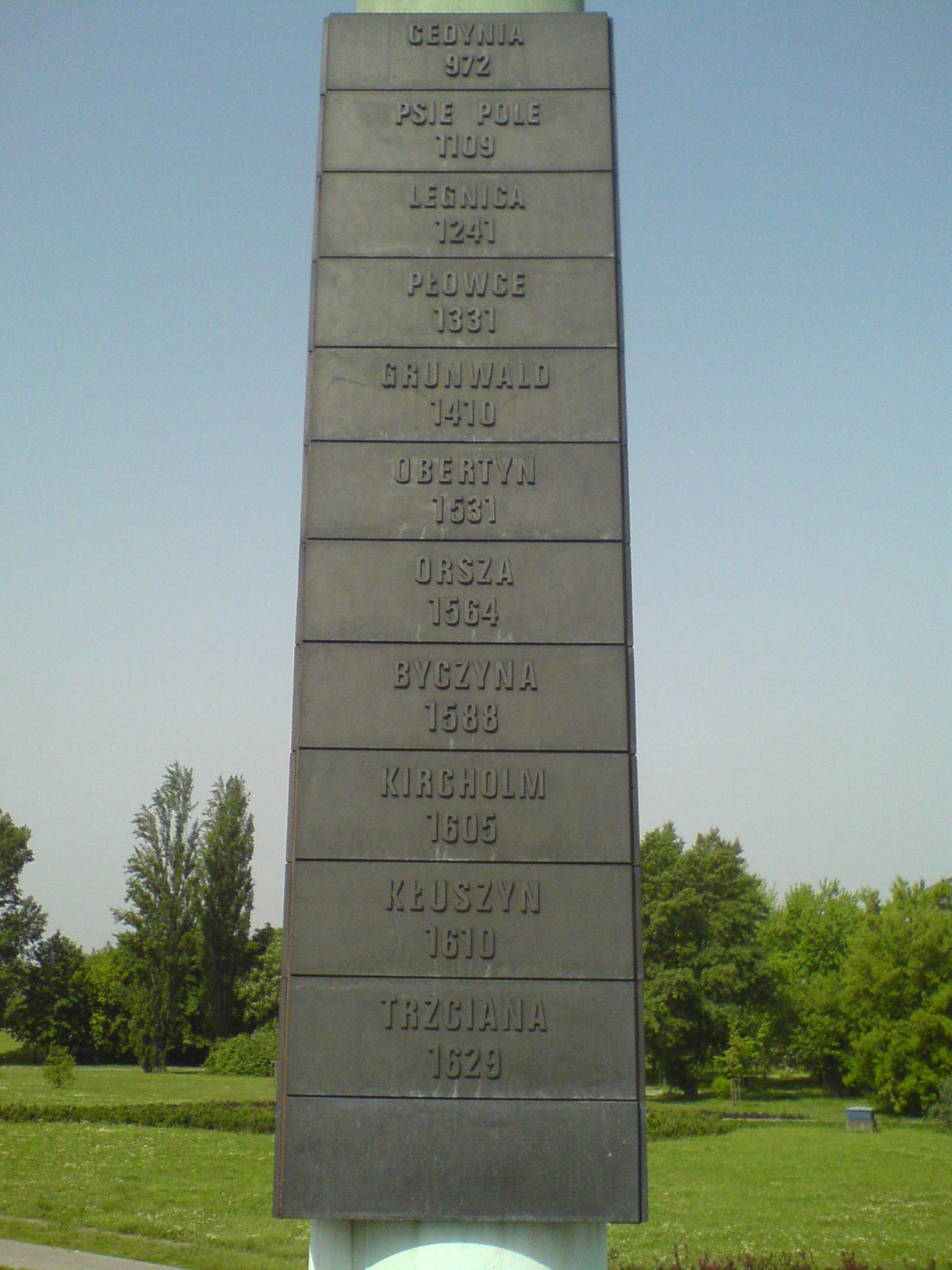
Jedna z czterech tablic z nazwami i datami bitew
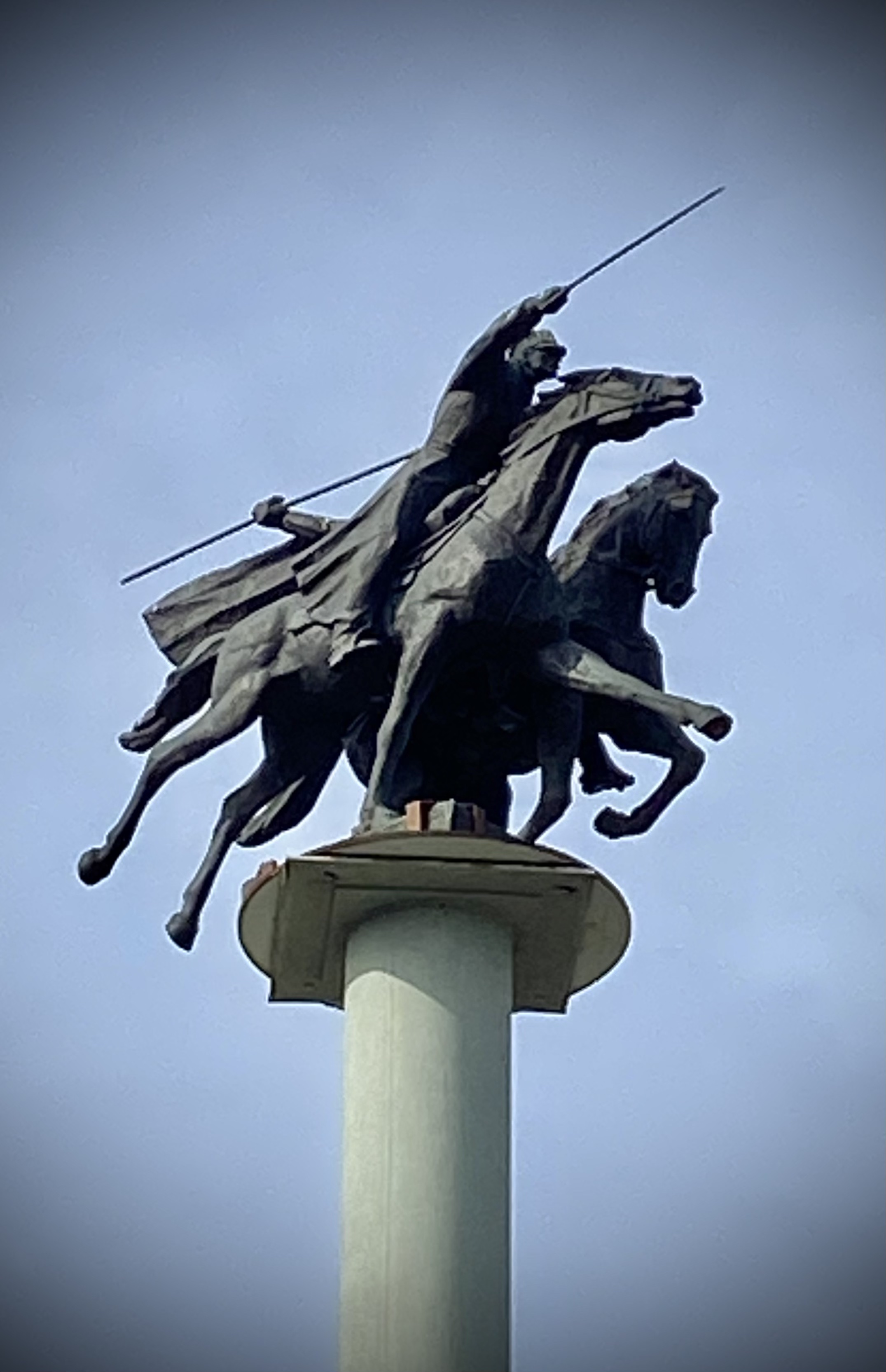
Pomnik od strony wschodniej (2023)
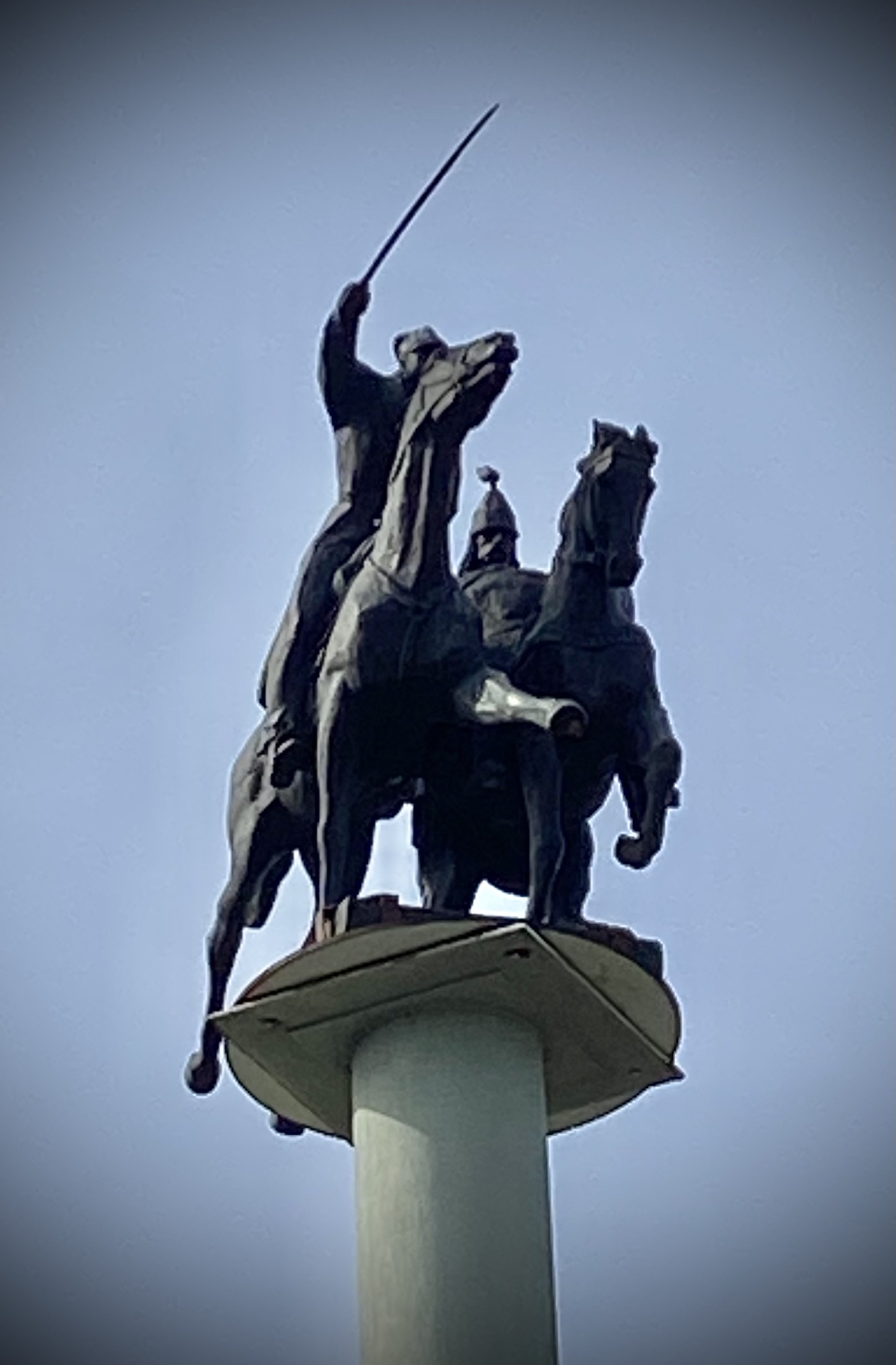
Pomnik od strony północnej (2023)